# De Vanburalshow
De Vanburalshow is de negende Kerstshow van Samson en Gert. De Samson en Gert Kerstshow is een jaarlijkse show die rond de periode van kerst wordt gespeeld en wordt uitgegeven door Studio 100. De show was te zien van 25 december 1999 tot 9 januari 2000 in de Koningin Elisabethzaal in Antwerpen. De show wordt verzorgd met dans, zang en toneel. Zoals vaak in een kerstshow het geval is, is er één groot verhaal dat wordt opgedeeld in kleinere stukjes. Deze sketches worden aaneen gebreid  door Samson en Gert die hun eigen liedjes zingen.

## Rolverdeling
| Personage              | Acteur              |
| ---------------------- | ------------------- |
| Samson                 | Danny Verbiest      |
| Gert                   | Gert Verhulst       |
| Meneer de burgemeester | Walter de Donder    |
| Alberto Vermicelli     | Koen Crucke         |
| Eugène Van Leemhuyzen  | Walter Baele        |
| Octaaf De Bolle        | Walter van de Velde |

## Verhaal
Samson en Gert hebben dit jaar een hotel op het podium staan als decor. Er is alleen een spijtige mededeling: Alberto, de burgemeester, Van Leemhuyzen en Octaaf doen dit jaar niet mee met de show! Maar opeens komt de burgemeester op het podium met nog een mededeling: Alberto, Van Leemhuyzen en hijzelf zullen een eigen show opvoeren die honderd keer beter is dan de kerstshow van Samson en Gert! Als dat maar goed afloopt... 

## Muziek
De muziek in de show werd verzorgd door de XL-band.
De liedjes die door Samson en Gert gezongen werden tijdens deze show, zijn:
- Ouverture
- Wij gaan beginnen
- Kerstmedley:
  - De wijde wereld
  - Dan is het Kerstmis
  - Vrede
- S.O.S.
- De trampoline
- Mexico
- Kermis
- Zeemedley:
  - Piraten potpourri
  - Storm op zee
  - Roeien
  - Piraten potpourri (reprise)
- In de disco
- Piloot
- Reismedley:
  - Wie gaat er mee?
  - Mac Samson en Mac Gert
  - Wie gaat er mee?
  - Bij Heidi in Tirol
  - Wie gaat er mee?
  - Amerika
  - Wie gaat er mee?
  - Mexico (reprise)
- Samsonrock